# WEY Mocha
Le WEY Mocha est une automobile crossover de taille moyenne produit par Great Wall Motors sous la marque premium WEY.

## Aperçu

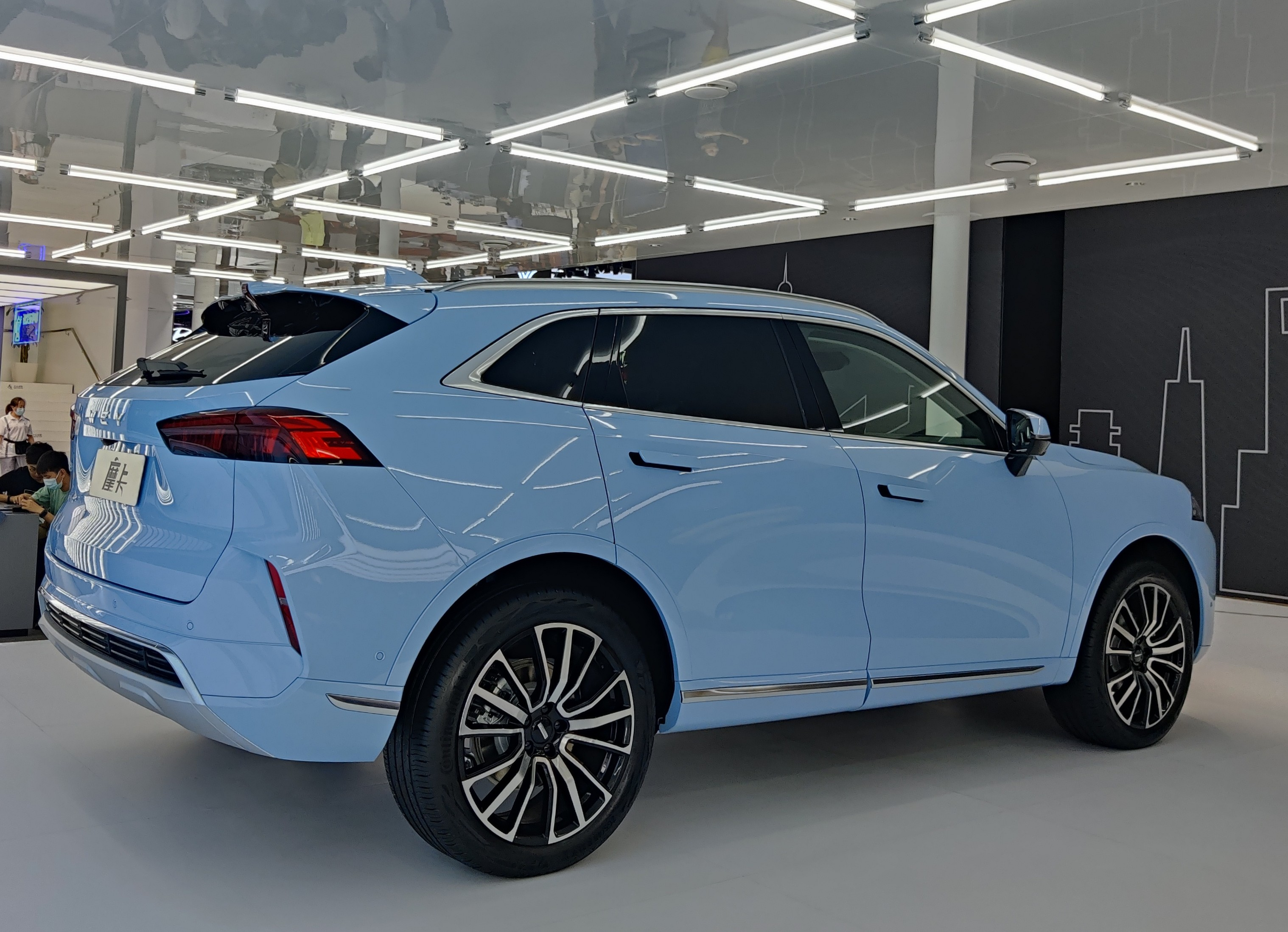
Arrière du WEY Mocha

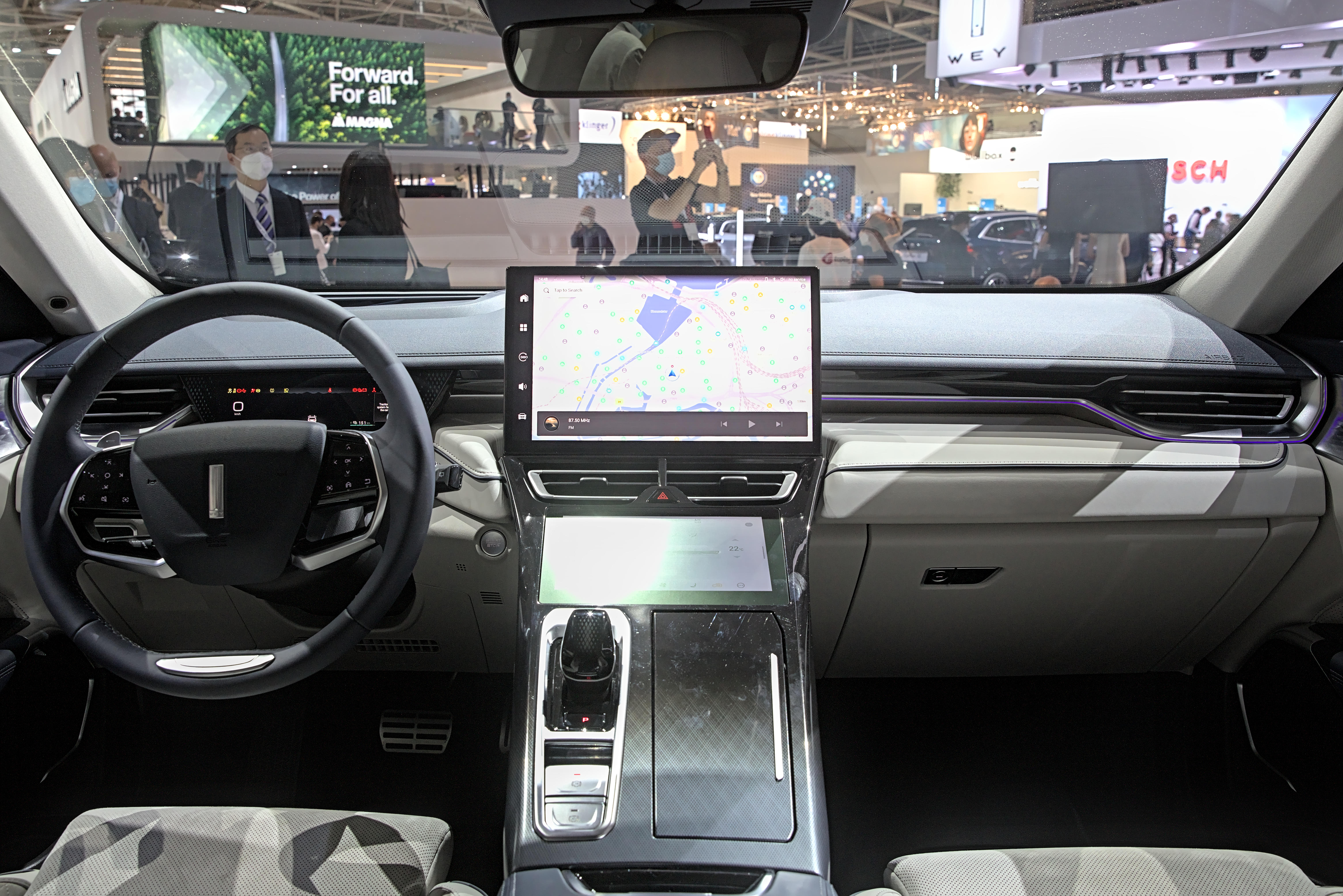
Intérieur

Le Mocha a été présenté en janvier 2021. Les ventes ont commencé en avril 2021 durant le salon de l'automobile de Shanghai sur le marché de la Chine continentale. Le SUV porte le nom du mocaccino. Avec le WEY Latte et le WEY Macchiato, deux autres véhicules de la marque aux noms de spécialités de café ont également été présentés à Auto Shanghai.
Lors du lancement sur le marché, le SUV de 4,88 mètres de long n'était disponible qu'avec un moteur essence de deux litres de 157 kW (214 ch). Une version hybride rechargeable avec une autonomie électrique d'environ 200 km suivra plus tard.